# الدوري البرتغالي الدرجة الثانية 2012–13
الدوري البرتغالي الدرجة الثانية 2012–13 (بالبرتغالية: II Divisão B de 2012–13‏) هو موسم من الدوري البرتغالي الدرجة الثانية. فاز فيه نادي تشافيس.